# Gaius Lucilius
Gaius Lucilius (180 př. n. l. – 103 př. n. l. Neapol), byl římský satirik, který pocházel z bohaté aristokratické rodiny. Ví se o něm, že se jako společník Scipiona mladšího účastnil musabajské války.
O roce jeho narození se spekuluje, za nejpravděpodobnější je považován rok 168/7 př. n. l. Lucilius pocházel z urozené a prosperující rodiny z města Sessa Aurunca v severní Kampánii. O jeho životě je málo informací. Působil v hlavním stanu Scipiona Aemiliana při obléhání Numantie. Byl prvním literátem z urozené rodiny, který svůj život věnoval spisovatelské dráze a dobrovolně se vzdal veškeré politické kariéry.
Dílo
Napsal 30 knih satir, z nichž se dochovaly jen zlomky (celkem asi 1300 veršů) V jeho díle se satira stala samostatným literárním oborem. Osobnosti jmenuje přímo, bez jakýchkoliv změn. Psal především daktylským hexametrem, který se později stal normou nejen pro satiru. Obecně se předpokládá, že Lucilius uveřejnil kolem r. 130 př. n. l. první soubor o 5 knihách (což je dnes část XXVI-XXX). Zpracovával látky z každodenního života, a to v hovorové, často přímo lidové dikci. Není vůbec jisté, zda titul Sermones (Satiry) pochází přímo od Lucilia. Ve zlomcích, které máme k dispozici, označuje Lucilius sám své skladby názvem poemata. Verši kritizoval významné osobnosti své doby.